# Astragalus vardziae
Astragalus vardziae — вид квіткових рослин з родини бобових (Fabaceae). Ареал охоплює такі країни: пд. Грузія (Джавахетська височина, височина Ерушеті та Ахалцихська западина).

## Середовище
Висота проживання: 1300–2200 метрів. Росте на кам'янистих та щебенистих екотопах, у середньогірському та субальпійському поясах. Основними загрозами є втрата та деградація середовища існування, спричинені людиною, спричинені сільськогосподарською діяльністю та будівництвом доріг, а також антропогенне втручання, пов'язане з туризмом.